# Eurhynchiella acanthophylla
Eurhynchiella acanthophylla là một loài rêu trong họ Brachytheciaceae. Loài này được Mont. M. Fleisch. mô tả khoa học đầu tiên năm 1923.